# Agustín Morales
Pedro Agustín Morales Hernández (La Paz, 11 marzo 1808 – La Paz, 27 novembre 1872) è stato un politico boliviano.
Nel 1871 insorse contro il governo dittatoriale di Mariano Melgarejo, deponendo il presidente e proclamandosi presidente della Bolivia. Nel 1872 fu ucciso da un parente.